# KNDS France

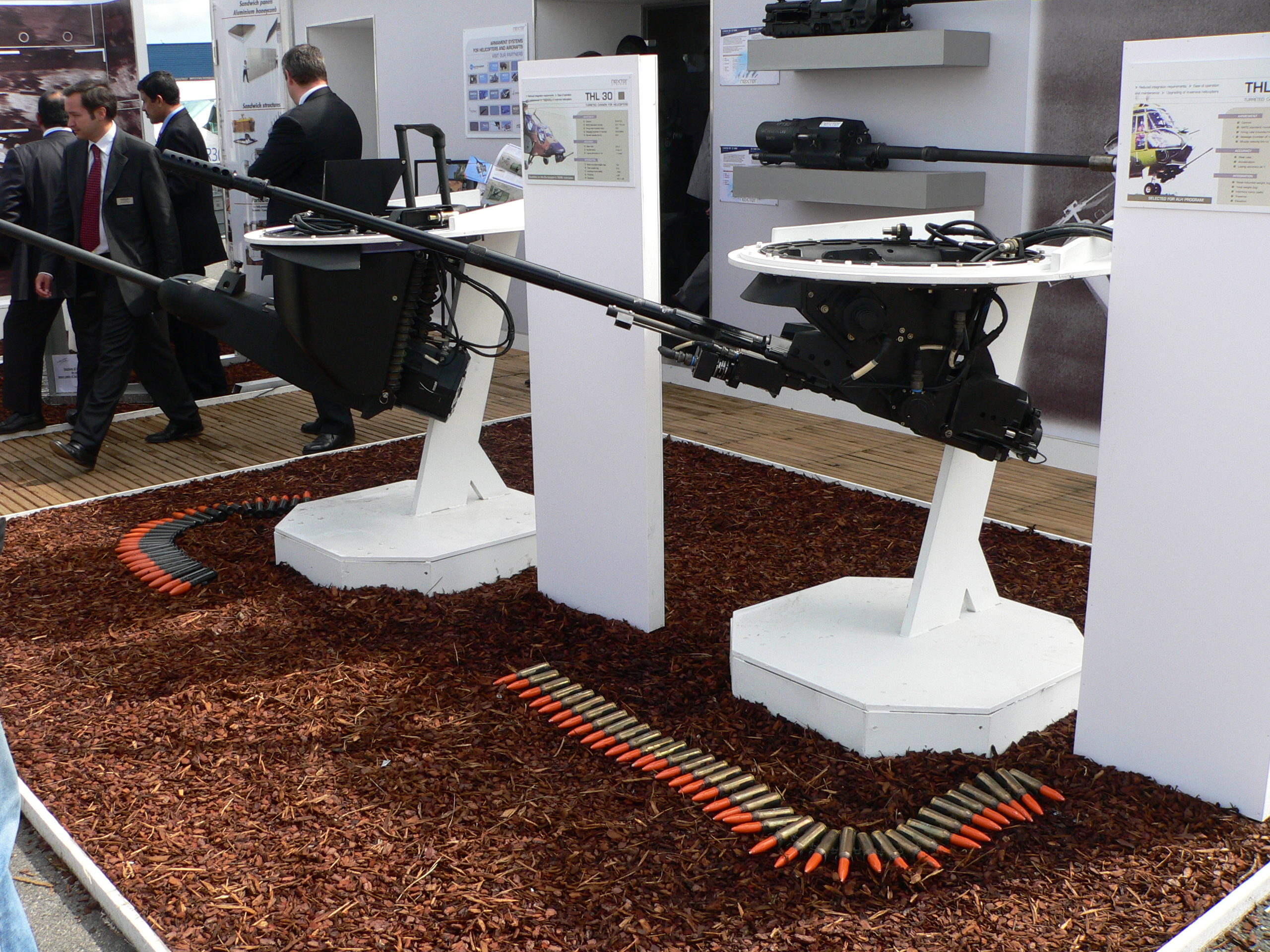
Exposição da Nexter

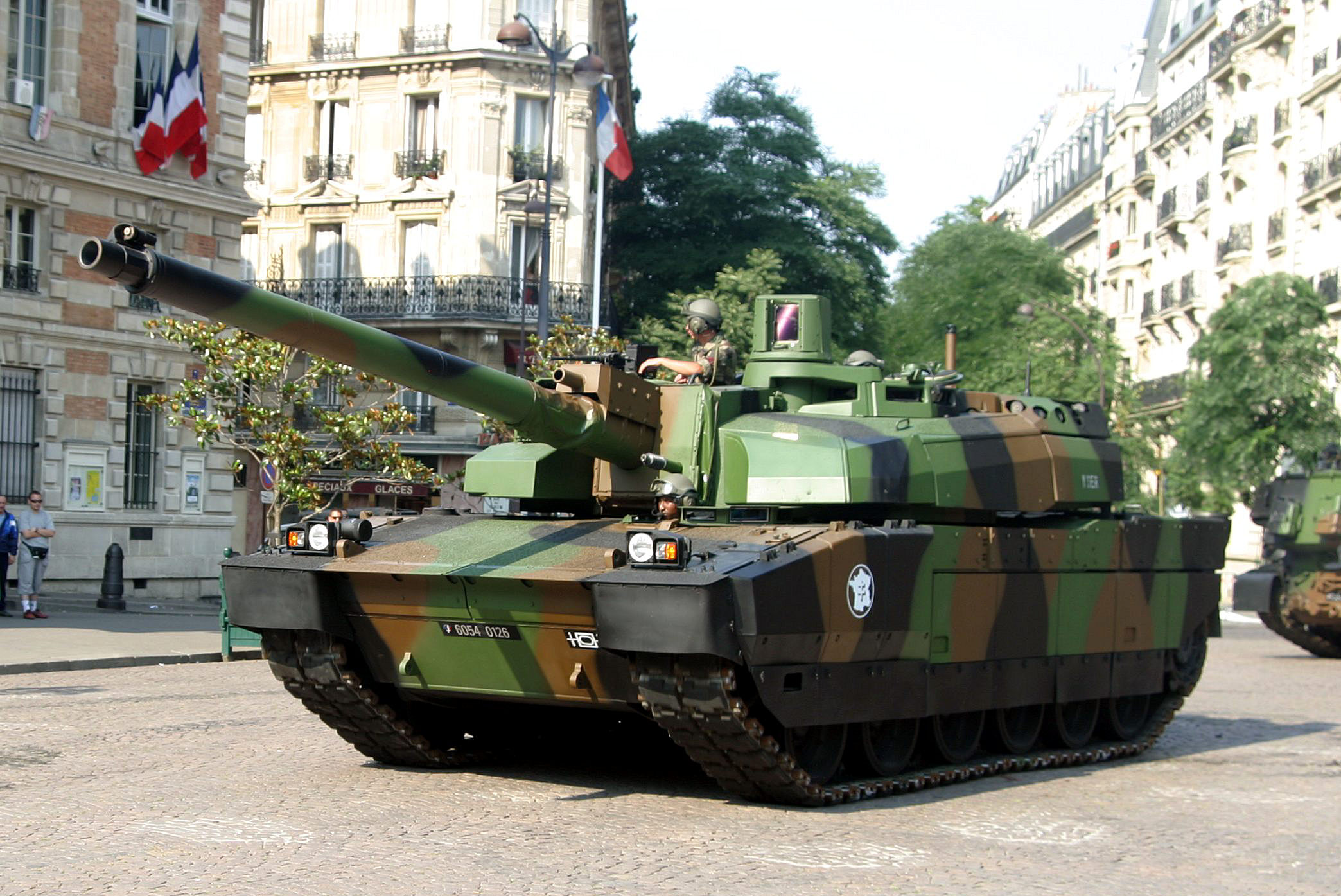
Tanque de batalha principal Leclerc

Nexter Systems (antigamente conhecida como GIAT Industries ou Groupement des Industries de l'Armée de Terre, Army Industries Group) é uma empresa estatal francesa fabricante de armas, com sede na cidade de Roanne, departamento de Loire.

## Organização do grupo
O grupo Nexter é dividido em várias entidades menores, sendo a principal a Nexter Systems. As outras sub-empresas são:
- Nexter Munitions
- Nexter Mechanics
- Nexter Electronics
- Nexter Robotics
- Nexter Training
- OptSys
- NBC Sys
- Euro-Shelter
- Mecar
- Simmel Difesa

## História
O grupo GIAT foi fundado em 1973, combinando os ativos industriais da direção técnica das armas do Exército do Ministério da Defesa (França). A empresa foi nacionalizada em 1991. Em 22 de setembro de 2006, a GIAT tornou-se o núcleo da nova empresa Nexter.
Por muitos anos, a GIAT lutou para se beneficiar. A empresa foi operada com prejuízo. Um relatório de 2001 da Cour des Comptes e um relatório de 2002 da Assembleia Nacional descreveu a situação como crítica. Até abril de 2004, o conselho de administração apresentou ao público uma demonstração financeira com lucro de várias centenas de milhões de euros. Isto deveu-se principalmente ao aumento das vendas de exportação e à modernização do Tanque de Batalha Principal Leclerc (Main Battle Tank (MBT)) e de várias outras plataformas blindadas.
Em 2006, a THL-20 gun turret foi selecionada por Hindustan Aeronautics Limited para uso no HAL Light Combat Helicopter, incorporando o cano de 20 mm M621.
Nexter tem uma Joint Venture CTA International com BAE Systems para desenvolver e fabricar sistemas de armas telescópicas e munições de calibre 40 mm.
Nexter continua a produzir várias armas GIAT antigas, armas de canhão e anti-armaduras. Uma dessas armas é a Wasp 58, um sistema de baixo custo, anti armadura/arma de assalto de um homem.

## Merger com KMW
Em 2015, Nexter e Krauss-Maffei fundiram-se sob uma única estrutura. O novo KNDS - KMW + Nexter Defense Systems - será o líder europeu de defesa terrestre com mais de 6.000 funcionários. O conselho de supervisão nomeou o novo CEO da Nexter Systems, Stéphane Mayer, e o presidente do conselho executivo da KMW, Frank Haun, como CEOs da holding.

## Produtos
Nexter projeta e fabrica veículos militares protegidos para o Militares da França|militares franceses]], e outros militares internacionais :
- O Véhicule de l'Avant Blindé (VAB) transportador de pessoal blindado;
- O Nexter Aravis - Veículo protegido com emboscada resistente a mina;
- O Titus roda e o veículo é protegido por minas;

A empresa também adquiriu grande influência no campo dos veículos de combate e artilharia graças ao desenvolvimento de vários canhões de grande calibre :
- O Leclerc tanque de batalha principal;
- O CAESAR - 155 mm rodados self-propelled howitzer;
- O VBCI (Véhicule blindé de combat d'infanterie) veículo blindado de combate de infantaria blindada;
- O VBCI 2 veículo de combate de infantaria de rodas;
- O  LG1 Mark II 105 mm towed howitzer;
- O TRF1 155 mm towed howitzer

E vários tipos de munições para armas de médio e grande calibre :
- 120 mm munições
- 155 mm munições
- Tank munições
- 40 mm munições

Nexter também fabrica várias armas :
- O FAMAS fuzil de assalto;
- O FR F2 (fuzil de precisão);
- O 20 mm modèle F2 gun;
- O APILAS lançador de foguete anti-tanque;
- O Wasp 58 Arma anti-blindagem leve;
- O Armes de Défense Rapprochée arma de defesa pessoal;
- O GIAT 30 canhão de revólver montado em avião

## Galeria

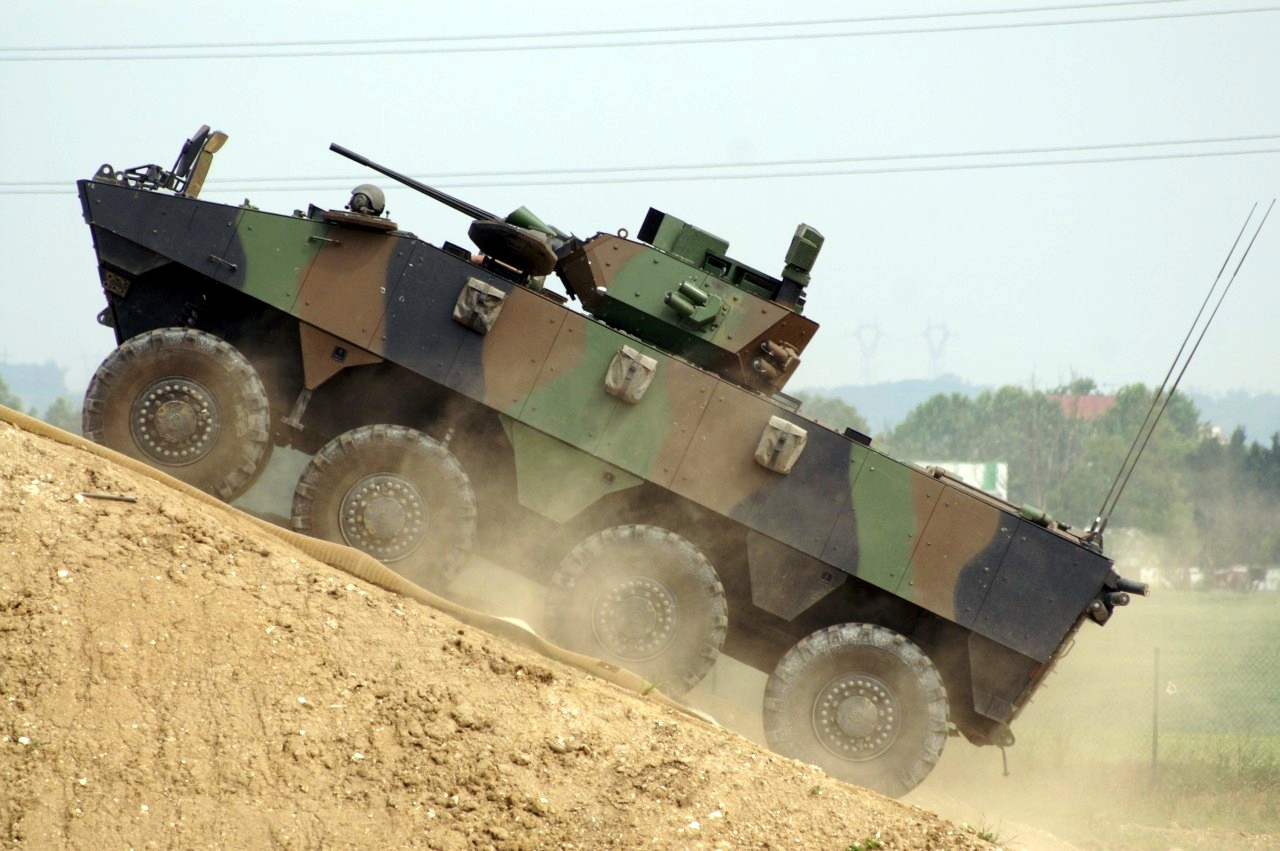
VBCI
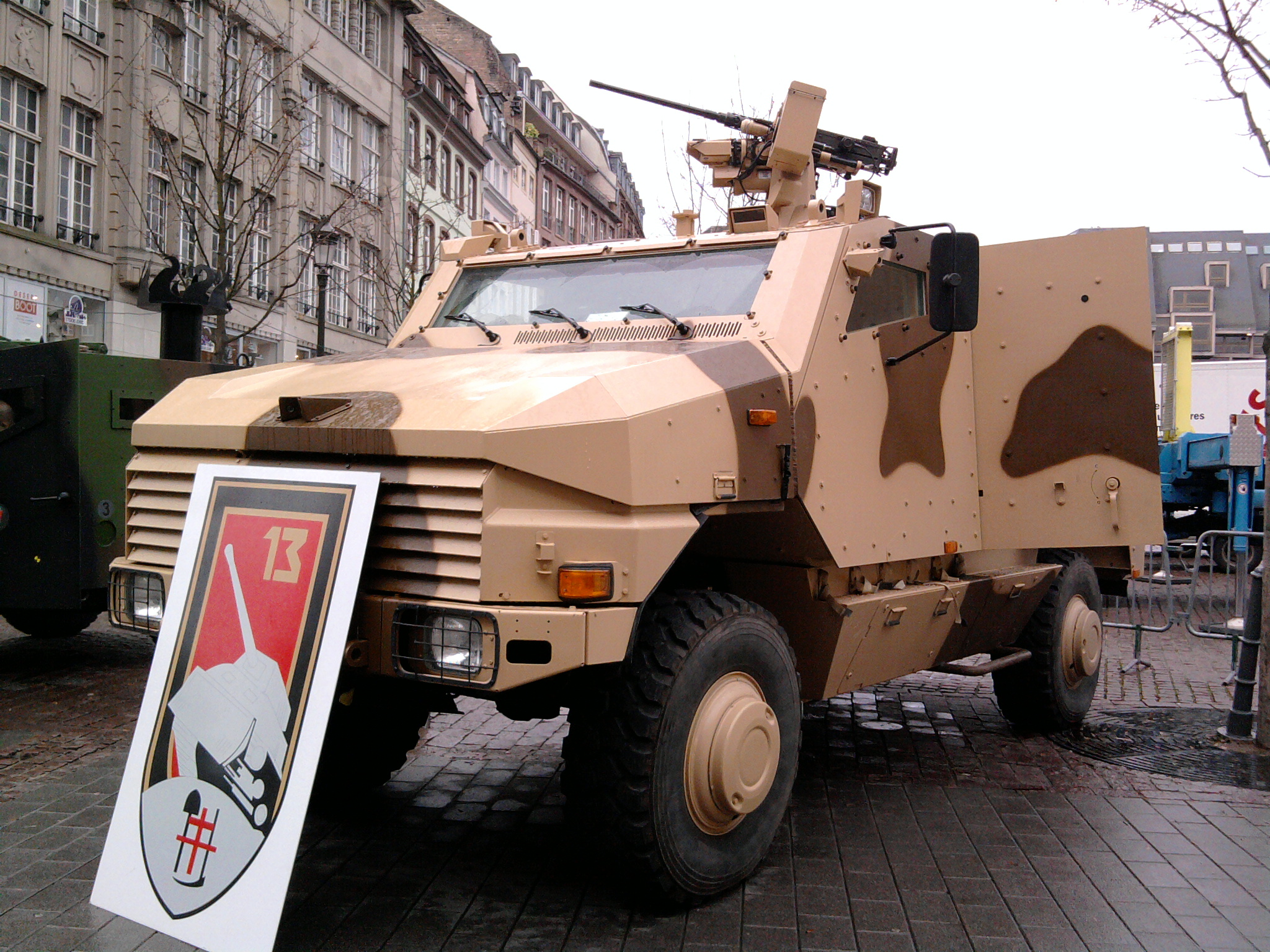
Aravis
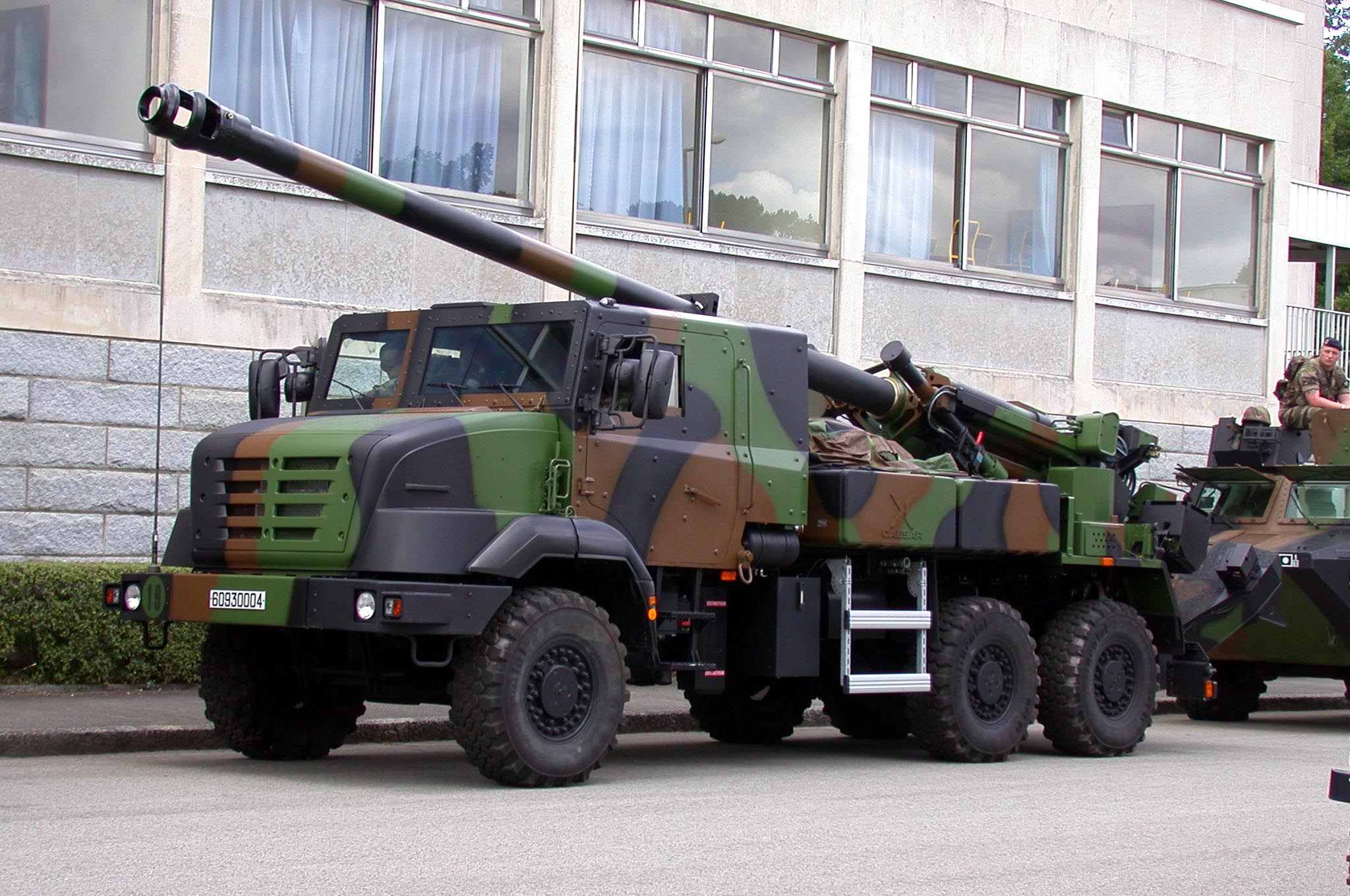
CAESAR
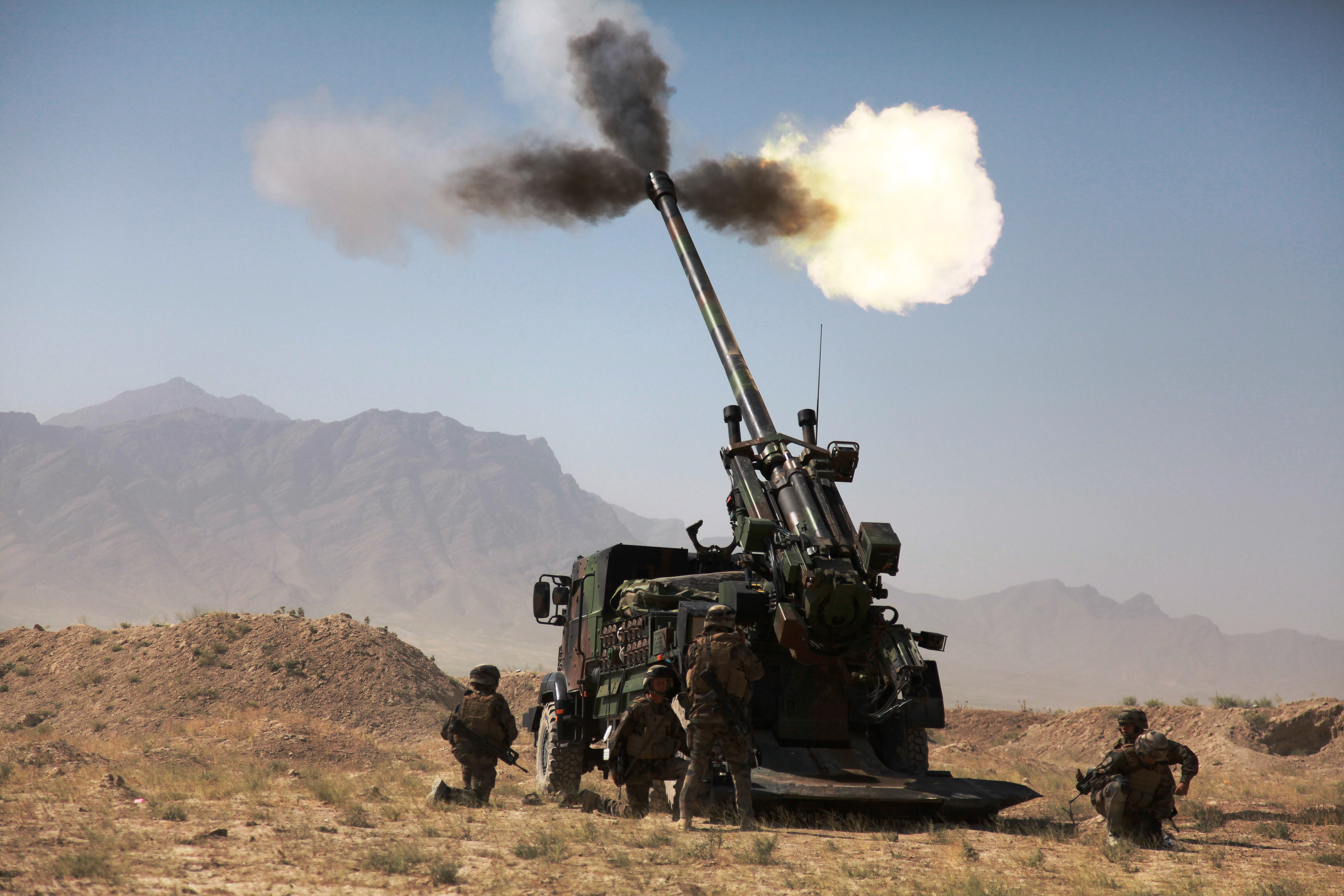
CAESAR
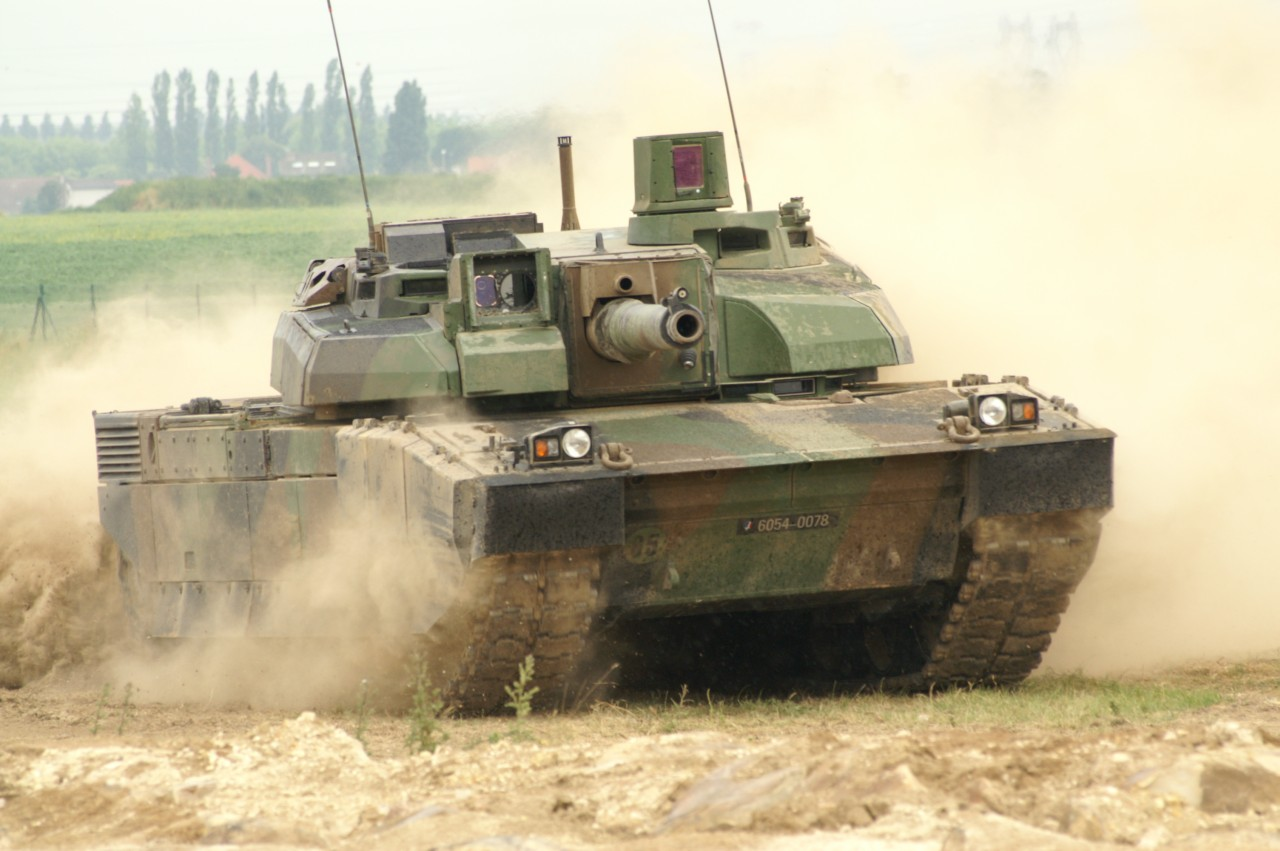
Leclerc
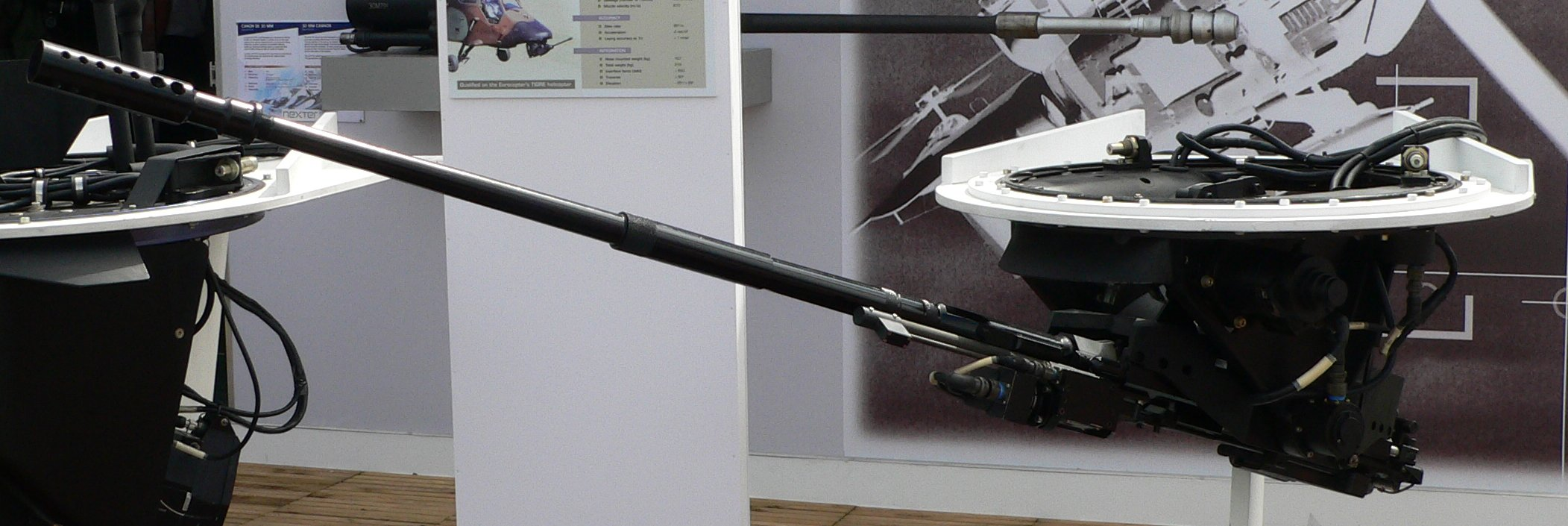
THL-20 helicopter gun turret
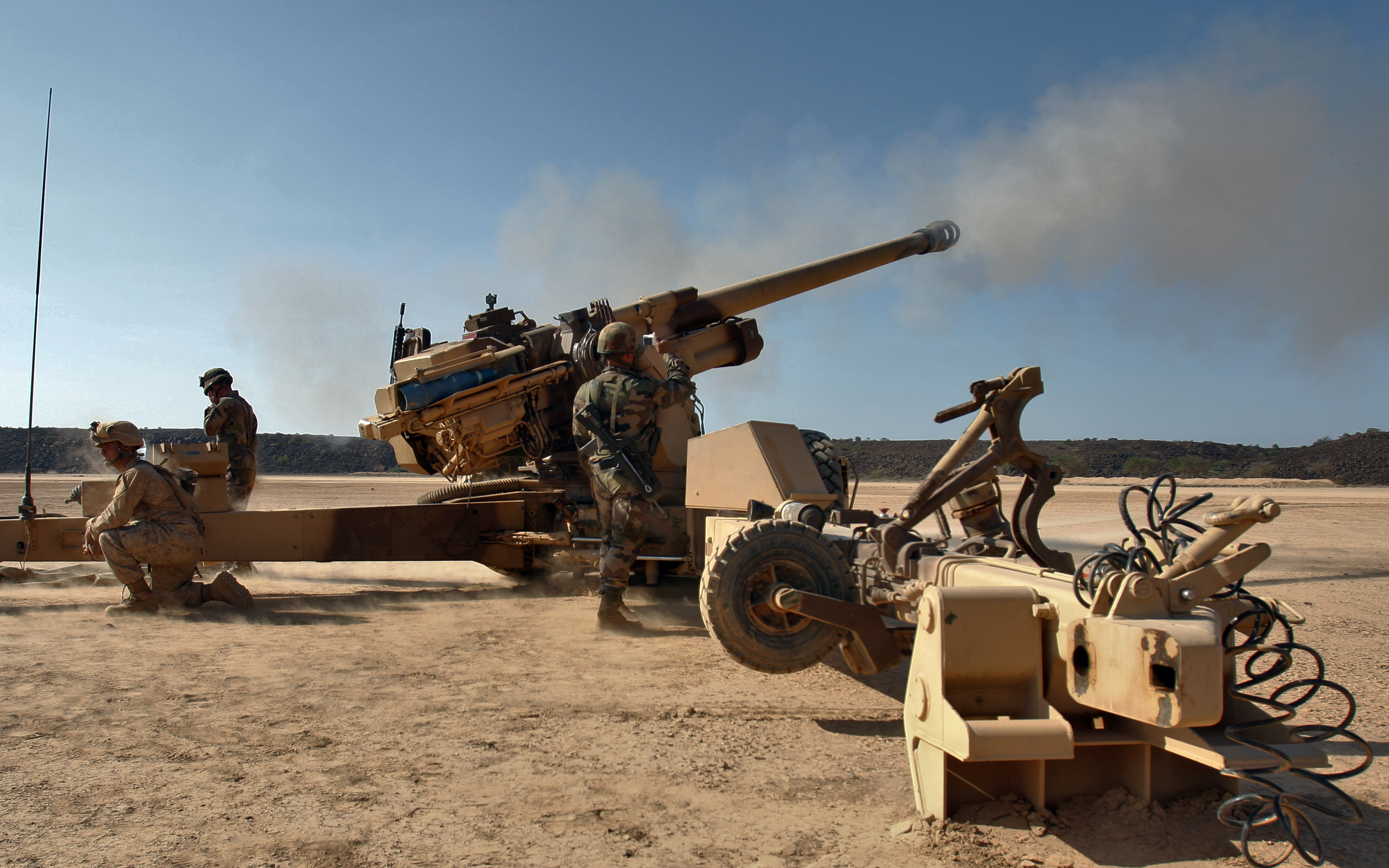
TRF1 155 mm towed howitzer